# Ascanio Maione
Ascanio Maione (ou Mayone) (né vers 1570 à Naples et mort en 1627) est un musicien et compositeur italien.

## Biographie
Ascanio Maione fut disciple de Jean de Macque et travailla à SS Annunziata comme organiste dès 1593 et comme maître de chapelle (maestro di cappella) dès 1621 ; il fut également organiste à la chapelle royale de 1602. Il édita des madrigaux mais son travail principal consiste en deux volumes de musique de clavier, Diversi Capricci per sonare (1603, 1609). Ceux-ci contiennent des canzones, des toccatas, des variations et des arrangements des morceaux vocaux, dont le style est souvent baroque plutôt que celui du XVIe siècle.

## Œuvres principales
- Primo libro di diversi Capricci per sonare (1603)
- Secondo libro di diversi Capricci per sonare (1609)

## Discographie sélective
- Primo libro di diversi Capricci per sonare par Francesco Tasini (Tactus)
- Secondo libro di diversi Capricci per sonare par Francesco Tasini (Tactus)